# Vyšná Rybnica
Vyšná Rybnica este o comună slovacă, aflată în districtul Sobrance din regiunea Košice. Localitatea se află la altitudinea de 220 m deasupra n.m., se întinde pe o suprafață de 40,08 km2 și în 2017 număra 383 de locuitori.

## Istoric
Localitatea Vyšná Rybnica este atestată documentar din 1418.

## Demografie
| An:                | 1994 | 2004   | 2014   | 2024 |
| ------------------ | ---- | ------ | ------ | ---- |
| Număr de persoane: | 382  | 379    | 360    | 396  |
| Diferență:         |      | −0,78% | −5,01% | +10% |

| An:                | 2023 | 2024   |
| ------------------ | ---- | ------ |
| Număr de persoane: | 399  | 396    |
| Diferență:         |      | −0,75% |